# 南威地铁

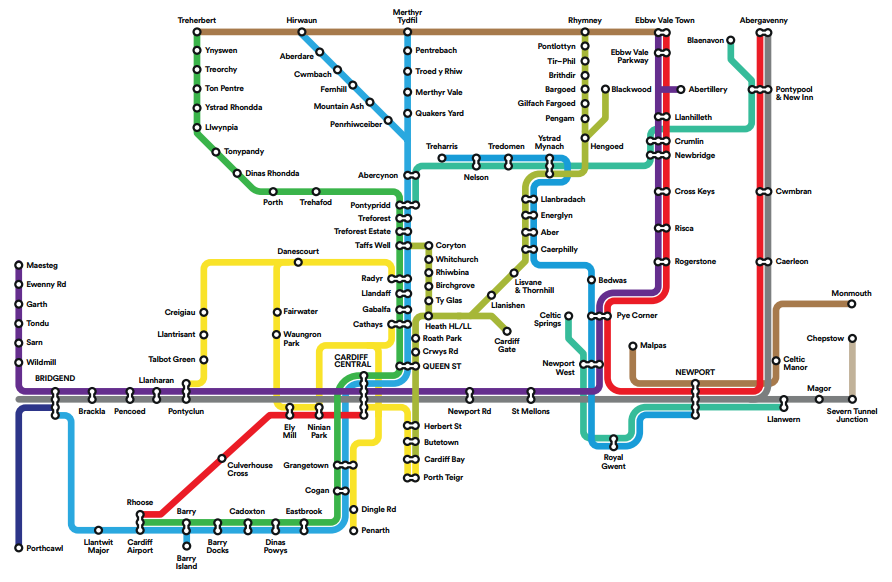
南威地铁线路图

南威尔士地铁（威尔士语：Metro De Cymru）是一个集合重轨、轻轨和电车的公共交通服务系统，目前正在威尔士的首都卡地夫和周围地区建設。第一阶段于2013年10月获批开工建设。威尔士政府已为改善公共汽车和火车连接计划的第一阶段拨款6200万英镑，包括铁路基础设施改进、车站改进、停车换乘计划、公共汽车走廊以及步行和自行车计划。

## 背景
比欽大斧事件后，南威尔士的铁路运输系统被大幅削减。到了1970年代，威尔士只保留了不到1914年一半的轨道。一些主要为矿区提供服务的线路被关闭，并且与沿海港口和度假区提供便捷链接服务的许多支线也被削减。随着千禧年的接近，已有5条关闭的线路重新开始运营，例如1987年卡迪夫城市线恢复服务，次年重开阿伯代尔线，1992年重开梅斯特格线，2005年重开链接巴里和布里真德之间的格拉摩根谷线、以及艾布谷线，2008年重开淡水河谷线。

## 线路

### 既有线路
- 艾布谷线
- 纽波特-尼尔森线
- 山谷BRT

### 新建线路
- 卡迪夫湾线
- 纽波特线
- 山谷线

## 车站

### 新建车站
- 南威尔士干线
  - 卡迪夫东
  - 卡迪夫公园大道（私人提案）
  - 纽波特西
  - 新萨默顿
  - 新兰文
  - 新马戈尔